# Fobrock
Fobrock – debiutancki album muzyczny zespołu Bracia, wydany 11 lipca 2005 roku.

## Lista utworów
1. „Szara Twarz” – 3:41
2. „Głową W Mur” – 3:18
3. „Niczego Więcej” – 3:24
4. „Missing Every Moment” – 3:08
5. „Jak Ogień” – 3:52
6. „Dzieci Wszystkich Gwiazd” – 3:29
7. „Love” – 4:37
8. „Machina” – 3:32
9. „Prisoner” – 4:02
10. „Mary Jane” – 3:25
11. „Piętno” – 4:13
12. „Doskonały Plan” – 6:16
13. „Coraz Prędzej” – 3:08 (bonus track)

### cd 2 (reedycja)
1. „Here I Am” – 3:41
2. „Devil In Disguise” – 3:18
3. „Right On Time” – 3:24
4. „Missing Every Moment” – 3:08
5. „Heart Of Fire” – 3:52
6. „Got Me Down” – 3:29
7. „Love” – 4:37
8. „Stop Foolin' Me” – 3:32
9. „The Prisoner” – 4:02
10. „Mary Jane” – 3:25
11. „Walkin' In Circles” – 4:13
12. „Sunday Morning” – 6:16
13. „Szara Twarz & Niczego Więcej” (bonus video tracks)

## Skład zespołu
- Piotr Cugowski – wokal
- Wojciech Cugowski – gitara, chórki, wokal (9, 12)
- Tomasz Gołąb – gitara basowa
- Krzysztof Patocki – perkusja
- Sebastian Piekarek - gitara, chórki

Gościnnie:
- Dorota Woźniak-Mocarska – wiolonczela
- Anna Bonecka – skrzypce
- Tomasz Filipczak – aranżacja smyczków

## Pozycje na listach
| Lista | Kraj   | Pozycja |
| ----- | ------ | ------- |
| OLiS  | Polska | 10      |